# Kosmoceras

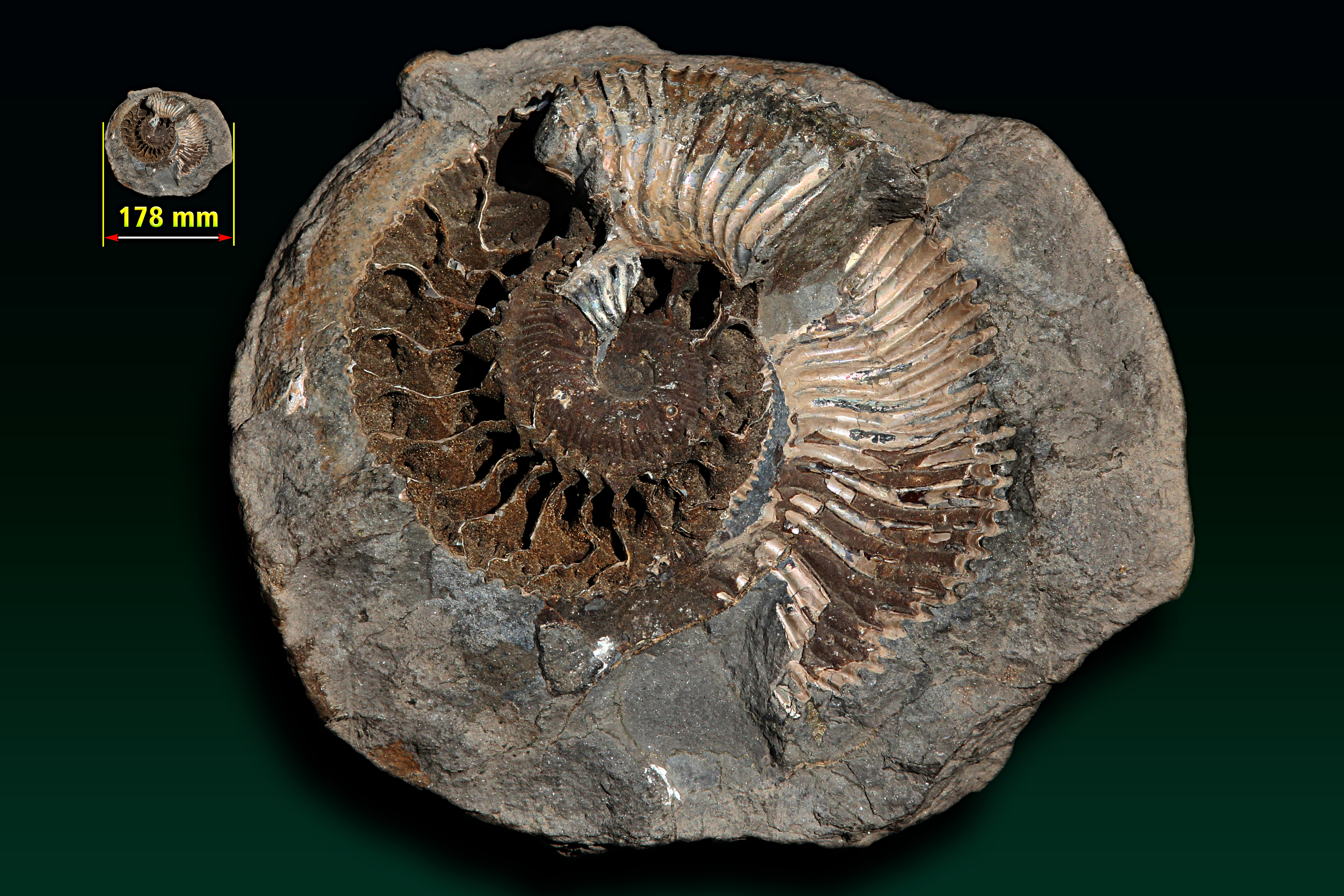
Skamielina amonita (Kosmoceras), jura (kelowej) – Łuków, Polska.

Kosmoceras – rodzaj niewielkich amonitów z rzędu Ammonitida i rodziny Kosmoceratidae, żyjących w środkowej i późnej jurze (kelowej – oksford) na obecnych terenach Europy. Jest jednym z prawdopodobnie najbardziej polimorficznych jurajskich amonitów, ma również duże znaczenie dla badania paleobiogeografii keloweja i analiz biostratygraficznych.

## Gatunki
Rodzaj Kosmoceras obejmuje cztery podrodzaje: Kosmoceras, Zugokosmoceras, Spinikosmoceras i Anakosmoceras, do których należy ponad 100 gatunków, m.in.:
- Kosmoceras aculeatum
- Kosmoceras balticum
- Kosmoceras bizeti
- Kosmoceras fibuliferum
- Kosmoceras geminatum
- Kosmoceras gemmatum
- Kosmoceras grossouvrei
- Kosmoceras interpositum
- Kosmoceras jason
- Kosmoceras lithuanicum
- Kosmoceras obductum
- Kosmoceras phaeinum
- Kosmoceras proniae
- Kosmoceras rowlstonese
- Kosmoceras spinosum
- Kosmoceras subnodatum
- Kosmoceras weigelti